# Championnats d'Europe de gymnastique rythmique 2005
Navigation
Édition précédente Édition suivante
Les championnats d'Europe de gymnastique rythmique 2005, vingt-et-unième édition des championnats d'Europe de gymnastique rythmique, ont eu lieu du 9 au 12 juin 2005 à Moscou, en Russie.